# Ectephrina fentoni
Ectephrina fentoni là một loài bướm đêm trong họ Geometridae.